# Pałecznica czerwonawa
Pałecznica czerwonawa (Typhula erythropus (Pers.) Fr.) – gatunek grzybów z rodziny pałecznicowatych (Typhulaceae)

## Systematyka i nazewnictwo
Pozycja w klasyfikacji według Index Fungorum: Typhula, Typhulaceae, Agaricales, Agaricomycetidae, Agaricomycetes, Agaricomycotina, Basidiomycota, Fungi.
Franciszek Błoński w 1896 r. nadał mu polską nazwę macnik czerwonotrzonowy, Stanisław Chełchowski w 1898 r. zmienił ją na pałecznica czerwonawa.

## Morfologia
Owocniki mają 1,5 cm wysokości i zarodniki o wymiarach 9-10 × 3-4 µm.

## Występowanie i siedlisko
Występuje Ameryce Północnej, Azji i Europie, w tym w Polsce. Saprotrof, który rośnie na martwych ogonkach liściowych, pędach roślin zielnych i na gałązkach. Najczęściej są to olcha (Alnus), topola (Populus), klon (Acer), Fagus i Fraxinus, rzadziej na trawie, pokrzywie (Urtica) i Pteridium.